# Balatonfenyves
Balatonfenyves (hongrois : Balatonfenyves [ˈbɒlɒtonfɛɲvɛʃ]) est une localité hongroise située dans le comitat de Somogy, au bord du lac Balaton.

## Site et localisation

### Topographie et hydrographie
Balatonfenyves est située sur la rive sud du lac Balaton. Au sud, elle est bordée par la région marécageuse du Nagy-Berek, riche en biodiversité ainsi que par une pinède qui lui a donné son nom et contribue à son caractère unique et sauvage.

## Histoire
Après la Seconde Guerre mondiale, la création du grand domaine agricole d'État du Nagy-Berek – censé devenir le « grenier du Transdanubien » – marque profondément la commune, dont la population permanente augmente fortement.
La commune de Balatonfenyves a été créée en 1958 à partir de territoires détachés de Balatonmáriafürdő, Balatonkeresztúr, Fonyód et Somogyszentpál. Elle intègre notamment les zones appelées Józseftelep (de Balatonkeresztúr) ainsi qu'Imremajor et Pálmajor (de Somogyszentpál). Avant sa constitution, cette région était principalement occupée par des fermes isolées et des pavillons de chasse.
Située au bord du Grand Marais (Nagy-Berek), la commune est entourée au sud par des forêts de pin dont la faune reste remarquable, malgré les déboisements importants et une chasse active.
Balatonfenyves, qui appartenait auparavant à la commune de Fonyód, a acquis son autonomie administrative à la suite d'un référendum local organisé le 12 mai 1991.

## Population

### Minorités culturelles et religieuses
D'après le recensement de 2011, la population de Balatonfenyves se composait majoritairement de personnes se déclarant de nationalité hongroise (82,6 %), avec des minorités allemandes (3,3 %), roms (1,3 %), croates (0,4 %), roumaines (0,4 %) et slovaques (0,2 %). Une part importante des habitants (17,3 %) n'a pas répondu à la question sur l'appartenance ethnique, ce qui, conjugué aux identités multiples, explique que la somme des pourcentages dépasse 100 %.
Sur le plan religieux, 50,4 % des habitants se disaient catholiques romains, 5 % réformés, 1,1 % évangéliques, 0,3 % israélites, tandis que 9,4 % se déclaraient sans appartenance confessionnelle. Un tiers de la population (33,4 %) n'a pas exprimé de position religieuse.
En 2022, les proportions restent similaires : 82,5 % des habitants s'identifient comme Hongrois, 4,6 % comme Allemands, 0,5 % comme Roms, 0,3 % comme Croates, et de petites minorités roumaine, ruthène, serbe, ukrainienne et slovaque sont également présentes. Là encore, 16,1 % des personnes interrogées n'ont pas répondu à cette question.
La répartition religieuse connaît en revanche une certaine évolution : seuls 38,2 % se déclarent catholiques romains, 5,1 % réformés, 1,7 % évangéliques, 0,6 % gréco-catholiques, 0,7 % appartenant à d'autres courants chrétiens, et 1 % à d'autres courants catholiques. Le pourcentage de personnes sans religion atteint 11,4 %, tandis que plus de 40 % des habitants n'ont pas répondu à cette question.

## Équipements

### Vie culturelle
La vie culturelle locale est rythmée par des expositions mensuelles à la Maison communale, où s'exposent artistes et artisans du Balaton. Le musée local Mari-Etta, ouvert à l'occasion du 125e anniversaire du village, abrite notamment la série de rencontres estivales « Soirées de Fenyves », autour de témoignages d'habitants. La programmation estivale se déploie également sur le site du yacht club, avec des spectacles, concerts et représentations de théâtre jeunesse.

### Réseaux extra-urbains
Le territoire habité de la commune est traversé par la route nationale 7 et la ligne ferroviaire Budapest–Murakeresztúr, qui le scindent en deux. L'autoroute M7, quant à elle, longe la limite sud du territoire communal, en zone non urbanisée.
Balatonfenyves accueille également l'un des plus grands ports de plaisance du Balaton, le Fenyves Yacht Club, qui peut abriter jusqu'à 300 voiliers. Des navettes lacustres régulières y font escale, facilitant les excursions.

## Patrimoine local

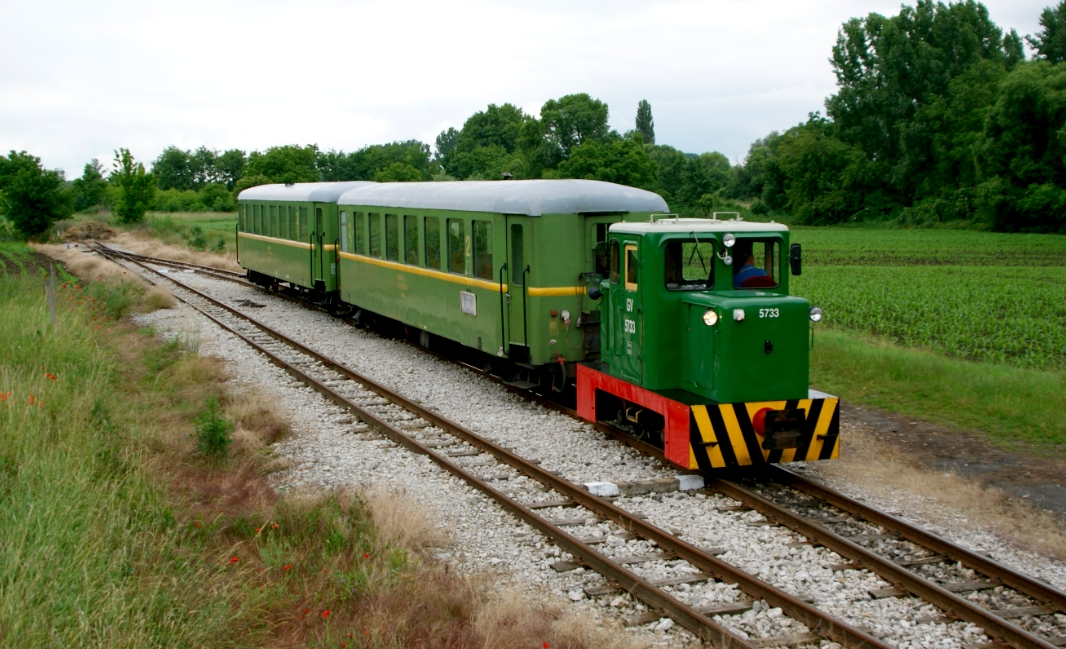
Le train à voie étroite à Somogyszentpál.

Balatonfenyves abrite l'un des derniers chemins de fer agricoles en activité de Hongrie : le chemin de fer économique de Balatonfenyves, vestige vivant de l'histoire rurale et forestière de la région.
En 2019, un drapeau national hongrois monumental a été inauguré dans la commune. Le sentier qui y mène est bordé de rosiers originaires des régions autrefois rattachées à la Hongrie avant le traité de Trianon, conférant à ce lieu un fort pouvoir symbolique et mémoriel.